# Pădureni, Sălaj
Pădureni este un sat în comuna Camăr din județul Sălaj, Transilvania, România.